# Dionísio Gonçalves Rebelo Galvão
Dionísio Gonçalves Rebelo Galvão foi um administrador colonial português que exerceu o cargo de Governador no antigo território português subordinado à Índia Portuguesa de Timor-Leste entre 1763 e 1765, tendo sido antecedido por Vicento Ferreira de Carvalho e sucedido por António José Teles de Meneses, após o período de 1765 a 1768 em que o cargo esteve livre.